# Трёкес, Гейнц
Гейнц Трёкес(нем. Heinz Trökes; 15 августа 1913, Хамборн, ныне Дуйсбург — 22 апреля 1997, Берлин) — немецкий художник.

## Жизнь и творчество
Окончив гимназию в 1933 году, Г.Трёкес изучает рисунок под руководством Иоганнеса Иттена в Крефельде в 1933—1936 годах. В 1934 предпринимает путешествие на велосипеде по Италии, где посещает Рим, Флоренцию, Венецию, Палермо и Неаполь. В 1936—1939 годах живёт и работает художником в Аугсбурге, создаёт образцы узоров для тканей. В 1938 году в берлинской галерее Нирендорф проходит его первая персональная выставка — закрытая вскоре по распоряжению нацистских властей. После этого Г.Трёкес был исключён из Имперской палаты по культуре и вплоть до 1945 года его работы более не выставлялись. В 1937 году Трёкес в Париже знакомится с В.Кандинским. В 1938 он совершает поездки в Вену, Будапешт, Югославию и Италию. В 1939 году приезжает в Цюрих, где его и застаёт начало Второй мировой войны — в связи с чем художник возвращается в Германию. В 1940 он продолжает изучать живопись в Крефельде, откуда был призван в немецкую армию. В 1942 служил в Берлине зенитчиком.
В послевоенное время, в 1945 Г.Трёкес становится одним из учредителей галереи Герда Розена, первой частной художественной галереи после падения нацистского режима, и возглавляет её до 1946. В 1946—1948 годах создаёт серию «космических полотен», среди которых такие, как «Лунная пушка», «Область космологов», «Сферические контрасты», «Два мира». В 1947 году некоторое время преподаёт в веймарском Университете Баухаус. В 1950—1952 годах Трёкес выигрывает приз на конкурсе Блевина-Дэвиса в Мюнхене, живёт и работает в Париже, где дружит с Вольсом и П.Целаном. Совместно с А.Бретоном, Б.Пере, М.Дюшаном, М.Эрнстом, Р.Тамайо и др. участвует в еженедельных журфиксах.
В 1952 году Г.Трёкес, вместе со своей женой Рене, уезжает на Ибицу, где создаёт множество пейзажей. В этот периорд он становится победителем конкурса от нью-йоркской фирмы Hallmark. В 1954 рождается сын Ян Мануэль. В 1955-м семья Трёкес совершает большое путешествие по Испании. В том же году он получает премию Художественной критики города Берлина. Следуют многочисленные предложения от различных академий искусств Берлина, Франкфурта-на-Майне, Штутгарта, Цюриха. Г.Трёкес принимает участие в выставках современного искусства в Касселе documenta I (1955), II (1959) и III (1964).
В 1956 художник совершает поездку с Ибицы в Андалузию и Марокко. В том же году он удостаивается Берлинской художественной премии. В 1956—1958 он руководит отделением графики в Высшей школе искусств Гамбурга. В этот период он создаёт многочисленные литографии и графические работы. В 1957 он выставляет одну из своих мозаик на триеннале в Милане. В 1958 он совершает путешествие по Азии и Африке (Цейлон, Индия, Египет, Йемен, Французское Сомали). Тогда же создаётся альбом акварелей «Сингальские миниатюры». По возвращении принимает участие в венецианском биеннале. Живёт на Ибице, в 1959—1960 — на греческом острове Эгина. Художник много путешествует, посещает различные острова и регионы Греции и Стамбул. В 1960—1961 он через Берлин, Париж и Барселону возвращается на Ибицу. С 1961 года он — член берлинской Академии искусств. В 1962—1965 Трёкес живёт попеременно в Штутгарте и на Ибице, преподаёт в Академии искусств Штутгарта. В 1964 он совершает длительное путешествие через Нью-Йорк по Латинской Америке. В результате была создана серия полотен «Эльдорадо» (премия Карла Штрёера; выставлена в музее художеств Каракаса).
В 1965 получает приглашение от берлинского Университета искусств и с тех пор живёт в Берлине (за исключением времени, проведённого и позднее на Ибице и в путешествиях). В 1968—1975 художник посещает неоднократно страны Азии, Африки и Латинской Америки. В 1968 проходит его персональная выставка на родине, в дуйсбургском музее Лембрука. В том же году он избирается членом Международной академии Томмазо Кампанелла в Риме. В 1968—1970 он выпускает серию из 64 иллюстраций к 8-томному изданию «Crébillon». С 1973 выходят в сет его чёрно-белые коллажи, рисунки китайской тушью и книги эскизов. В 1978 году художник живёт и работает на Ибице, где пишет новые картины маслом. К этому же году относится окончание его преподавательской деятельности в берлинском Университете. С 1981 года он создаёт многочисленные квадратные (50 х 50 см) полотна со смазанным задним планом. С 1990 это картины, в которых соединены элементы живописи и графики.
Скончался Г. Трёкес через несколько дней после смерти своей жены Рене. Выставки его работ проходили (и проходят в настоящее время) в художественных музеях Берлина, Дуйсбурга, Ганновера, Касселя, Вупперталя, Веймара, Парижа, Амстердама, Мадрида, Рио-де-Жанейро, Сан-Паулу и др. Произведения художника можно увидеть в собраниях Германии, США, Дании, Аргентины.

## Каталогизация работ
- Markus Krause: Heinz Trökes. Werkverzeichnis. Prestel Verlag, München/Berlin/London/New York 2003 ISBN 3-7913-2869-7